# Himatanthus attenuatus
Himatanthus attenuatus là một loài thực vật có hoa trong họ La bố ma. Loài này được (Benth.) Woodson mô tả khoa học đầu tiên năm 1938.